# Louis-Anne-Alexandre de Montmorency
 (mars 2017).
Si vous disposez d'ouvrages ou d'articles de référence ou si vous connaissez des sites web de qualité traitant du thème abordé ici, merci de compléter l'article en donnant les références utiles à sa vérifiabilité et en les liant à la section « Notes et références ».
Louis-Anne-Alexandre de Montmorency, né le 11 novembre 1725 à Paris et mort le 16 février 1795 à Leer, en Frise Orientale, prince de t'Serclaës-Tilly et Grand d'Espagne, est un membre de la maison de Montmorency. 

## Biographie
Il est le fils de Anne Auguste de Montmorency, 6e prince de Robech, et de Catherine-Félicité du Bellay. Il possède les titres de marquis de Morbecque, de baron de Luthéal et de Marbais, de seigneur de nombreux lieux des Pays-Bas autrichiens. 
En 1745, il entre aux mousquetaires et participe à la bataille de Fontenoy puis est nommé, l'année suivante, capitaine du régiment de Limousin avec lequel il commande une compagnie à la bataille de Rocourt avant de quitter ce régiment pour rejoindre, en Italie, le régiment de l'Île-de-France en 1748 avec le grade de colonel.
Il est fait chevalier de Saint-Louis de la main du Roi le 7 janvier 1759. Il quitte son régiment pour réintégrer celui de Limousin avec le grade de maréchal-de-camp en 1761 et est nommé en 1781 lieutenant-général des armées du Roi.
Il meurt célibataire le 16 février 1795.